# کازوکی کورانوکی
کازوکی کورانوکی (انگلیسی: Kazuki Kuranuki؛ زادهٔ ۱۰ نوامبر ۱۹۷۸) بازیکن فوتبال اهل ژاپن است.
از باشگاه‌هایی که در آن بازی کرده‌است می‌توان به باشگاه فوتبال جوبیلو ایواتا اشاره کرد.